# Copa do Caribe de 2014 – Qualificação
A Fase de Qualificação da Copa do Caribe de 2014 aconteceu entre maio de 2014 até outubro de 2014. Definiu quais seleções participam da fase final da Copa do Caribe de 2014. Em abril de 2014 foi anunciado o sorteio dos grupos.

## Participantes
| - Bahamas - Bermudas | - Ilhas Caimã - São Martinho Francês | - São Martinho Neerlandês |  |

| - Aruba - Bonaire | - Ilhas Virgens Britânicas - Guiana Francesa | - Monserrate - Turcas e Caicos | - Ilhas Virgens Americanas |

| - Anguila - Antígua e Barbuda - Barbados - Curaçau | - Dominica - República Dominicana - Granada - Guiana | - Martinica - Porto Rico - Santa Lúcia - São Cristóvão e Neves | - São Vicente e Granadinas - Suriname |

## Fase preliminar

### Grupo 1
Sediado em Montserrat.
| Pos. | Seleção                  | Pts | J | V | E | D | GP | GC | SG |
| ---- | ------------------------ | --- | - | - | - | - | -- | -- | -- |
| 1    | Bonaire                  | 4   | 2 | 1 | 1 | 0 | 2  | 1  | +1 |
| 2    | Monserrate               | 4   | 2 | 1 | 1 | 0 | 1  | 0  | +1 |
| 3    | Ilhas Virgens Americanas | 0   | 2 | 0 | 0 | 2 | 1  | 3  | –2 |

Todas as partidas seguem o fuso horário local (UTC−4).
| 30 de maio | Monserrate  | 1 – 0     | Ilhas Virgens Americanas | Estádio Blakes Estate, Lookout |
| 19:00      | Hodgson 54' | Relatório |                          | Árbitro: ATG Bryan Willett     |

| 1 de junho | Ilhas Virgens Americanas | 1 – 2     | Bonaire                    | Estádio Blakes Estate, Lookout |
| 19:00      | Taylor, Jr. 87'          | Relatório | Seinpaal 5' · Beaumont 10' | Árbitro: LCA Vivian Robinson   |

| 3 de junho | Monserrate | 0 – 0     | Bonaire | Estádio Blakes Estate, Lookout |
| 19:00      |            | Relatório |         | Árbitro: ATG Bryan Willett     |

### Grupo 2
Sediado em Aruba.
| Pos. | Seleção                  | Pts | J | V | E | D | GP | GC | SG  |
| ---- | ------------------------ | --- | - | - | - | - | -- | -- | --- |
| 1    | Guiana Francesa          | 9   | 3 | 3 | 0 | 0 | 14 | 0  | +14 |
| 2    | Aruba                    | 6   | 3 | 2 | 0 | 1 | 8  | 2  | +6  |
| 3    | Turcas e Caicos          | 3   | 3 | 1 | 0 | 2 | 2  | 7  | –5  |
| 4    | Ilhas Virgens Britânicas | 0   | 3 | 0 | 0 | 3 | 0  | 15 | –15 |

Todas as partidas seguem o fuso horário local (UTC−4).
| 30 de maio | Guiana Francesa                                                                            | 6 – 0     | Ilhas Virgens Britânicas | Estádio Trinidad, Oranjestad |
| 18:30      | Soubervie 18' (pen.) · Gab. Pigrée 50' · Atooman 53' · Awong 55' · Solvi 81' · Nalie 90+2' | Relatório |                          | Árbitro: GUY Sherwin Moore   |

| 30 de maio | Aruba       | 1 – 0     | Turcas e Caicos | Estádio Trinidad, Oranjestad   |
| 20:30      | Linkers 27' | Relatório |                 | Árbitro: SUR Enrico Wijngaarde |

| 1 de junho | Turcas e Caicos | 0 – 6     | Guiana Francesa                                         | Estádio Trinidad, Oranjestad |
| 18:30      |                 | Relatório | Gab. Pigrée 29', 48', 90' · Awong 58', 61' · Louima 83' | Árbitro: SUR Johanes Dolaini |

| 1 de junho | Aruba                                                                    | 7 – 0     | Ilhas Virgens Britânicas | Estádio Trinidad, Oranjestad |
| 20:30      | Barradas 3' · Kock 20' · Raven 22', 52', 61' · Cruden 85' · Santos 90+5' | Relatório |                          | Árbitro: TRI Neil Brizan     |

| 3 de junho | Ilhas Virgens Britânicas | 0 – 2     | Turcas e Caicos            | Estádio Trinidad, Oranjestad |
| 18:30      |                          | Relatório | Fenelus 32' · Derilien 52' | Árbitro: GUY Sherwin Moore   |

| 3 de junho | Aruba | 0 – 2     | Guiana Francesa                | Estádio Trinidad, Oranjestad   |
| 20:30      |       | Relatório | Martinon 59' · Gary Pigrée 89' | Árbitro: SUR Enrico Wijngaarde |

## Primeira fase

### Grupo 3
Sediado em Martinica.
| Pos. | Seleção   | Pts | J | V | E | D | GP | GC | SG |
| ---- | --------- | --- | - | - | - | - | -- | -- | -- |
| 1    | Martinica | 7   | 3 | 2 | 1 | 0 | 9  | 2  | +7 |
| 2    | Barbados  | 4   | 3 | 1 | 1 | 1 | 7  | 5  | +2 |
| 3    | Bonaire   | 3   | 3 | 1 | 0 | 2 | 4  | 12 | –8 |
| 4    | Suriname  | 2   | 3 | 0 | 2 | 1 | 3  | 4  | –1 |

Todas as partidas seguem o fuso horário local (UTC−4).
| 3 de setembro | Barbados    | 1 – 1     | Suriname    | Stade d'Honneur de Dillon, Fort-de-France |
| 18:00         | Burgess 69' | Relatório | Faerber 80' | Árbitro: PUR Javier Santos                |

| 3 de setembro | Martinica                                              | 6 – 0     | Bonaire | Stade d'Honneur de Dillon, Fort-de-France |
| 20:00         | Germany 34', 50', 60' · Coureur 75' · Goron 80', 90+2' | Relatório |         | Árbitro: HAI Walner Laventure             |

| 5 de setembro | Suriname               | 2 – 3     | Bonaire                                        | Stade d'Honneur de Dillon, Fort-de-France |
| 18:00         | Cronie 80' (pen.), 82' | Relatório | Pauletta 6' · Seinpaal 12' · Barzey 70' (pen.) | Árbitro: HAI Alain Georges                |

| 5 de setembro | Martinica                           | 3 – 2     | Barbados                | Stade d'Honneur de Dillon, Fort-de-France |
| 20:00         | Boyce 57' · Germany 68' · Goron 81' | Relatório | Morris 13' · Joseph 30' | Árbitro: PUR William Anderson             |

| 7 de setembro | Bonaire             | 1 – 4     | Barbados                                  | Stade d'Honneur de Dillon, Fort-de-France |
| 16:00         | Seinpaal 90' (pen.) | Relatório | Boyce 55' · Harewood 67' · Harte 74', 76' | Árbitro: PUR Javier Santos                |

| 7 de setembro | Martinica | 0 – 0     | Suriname | Stade d'Honneur de Dillon, Fort-de-France |
| 18:00         |           | Relatório |          | Árbitro: PUR William Anderson             |

### Grupo 4
Sediado em Porto Rico.
| Pos. | Seleção         | Pts | J | V | E | D | GP | GC | SG |
| ---- | --------------- | --- | - | - | - | - | -- | -- | -- |
| 1    | Curaçau         | 5   | 3 | 1 | 2 | 0 | 4  | 3  | +1 |
| 2    | Guiana Francesa | 5   | 3 | 1 | 2 | 0 | 3  | 2  | +1 |
| 3    | Porto Rico      | 2   | 3 | 0 | 2 | 1 | 5  | 6  | –1 |
| 4    | Granada         | 2   | 3 | 0 | 2 | 1 | 4  | 5  | –1 |

Todas as partidas seguem o fuso horário local (UTC−4).
| 3 de setembro | Granada   | 1 – 1     | Guiana Francesa | Estádio Juan Ramón Loubriel, Bayamón |
| 16:30         | James 58' | Relatório | Breleur 59'     | Árbitro: SVG Moeth Gaymes            |

| 3 de setembro | Porto Rico      | 2 – 2     | Curaçau                   | Estádio Juan Ramón Loubriel, Bayamón |
| 19:30         | Marrero 7', 51' | Relatório | Mathilda 59' · Martis 82' | Árbitro: PAN John Pitti              |

| 5 de setembro | Curaçau                       | 2 – 1     | Granada   | Estádio Juan Ramón Loubriel, Bayamón |
| 16:30         | Rajcomar 57' · Nepomuceno 62' | Relatório | Rennie 4' | Árbitro: PAN Jafeth Perea            |

| 5 de setembro | Porto Rico       | 1 – 2     | Guiana Francesa      | Estádio Juan Ramón Loubriel, Bayamón |
| 19:30         | Ramos 39' (pen.) | Relatório | Gab. Pigrée 60', 90' | Árbitro: USA Edvin Jurisevic         |

| 7 de setembro | Guiana Francesa | 0 – 0     | Curaçau | Estádio Juan Ramón Loubriel, Bayamón |
| 14:30         |                 | Relatório |         | Árbitro: PAN Jhon Pitti              |

| 7 de setembro | Porto Rico               | 2 – 2     | Granada              | Estádio Juan Ramón Loubriel, Bayamón |
| 17:30         | Ramos 29' · Oikkonen 68' | Relatório | James 55' · Bain 85' | Árbitro: SVG Moeth Gaymes            |

### Grupo 5
Sediado em Antígua e Barbuda.
| Pos. | Seleção                  | Pts | J | V | E | D | GP | GC | SG  |
| ---- | ------------------------ | --- | - | - | - | - | -- | -- | --- |
| 1    | Antígua e Barbuda        | 9   | 3 | 3 | 0 | 0 | 10 | 2  | +8  |
| 2    | São Vicente e Granadinas | 6   | 3 | 2 | 0 | 1 | 6  | 2  | +4  |
| 3    | República Dominicana     | 3   | 3 | 1 | 0 | 2 | 11 | 3  | +8  |
| 4    | Anguila                  | 0   | 3 | 0 | 0 | 3 | 0  | 20 | –20 |

Todas as partidas seguem o fuso horário local (UTC−4).
| 3 de setembro | República Dominicana | 0 – 1     | São Vicente e Granadinas | Antigua Recreation Ground, Saint John's |
| 17:00         |                      | Relatório | Anderson 43'             | Árbitro: BAR Trevor Taylor              |

| 3 de setembro | Antígua e Barbuda                                                                       | 6 – 0     | Anguila | Antigua Recreation Ground, Saint John's |
| 19:00         | Jahraldo-Martin 8' · Murtagh 35', 71' · Harriette 41' · Byers 55' · Griffith 69' (pen.) | Relatório |         | Árbitro: JAM Kevin Morrison             |

| 5 de setembro | São Vicente e Granadinas                            | 4 – 0     | Anguila | Antigua Recreation Ground, Saint John's |
| 17:00         | Samuel 36' (pen.) · Anderson 39', 77' · Solomon 71' | Relatório |         | Árbitro: SKN Kimbell Ward               |

| 5 de setembro | Antígua e Barbuda      | 2 – 1     | República Dominicana | Antigua Recreation Ground, Saint John's |
| 19:00         | Byers 55' · Jarvis 70' | Relatório | Mack 21'             | Árbitro: GUY Sherwin Johnson            |

| 7 de setembro | Anguila | 0 – 10    | República Dominicana                                                                                   | Antigua Recreation Ground, Saint John's |
| 17:00         |         | Relatório | Kentish 20' · Beard 32', 62' · K. Rodríguez 41', 53' · Faña 44' (pen.), · Peralta 86', 88' · Zayas 90' | Árbitro: BAR Trevor Taylor              |

| 7 de setembro | Antígua e Barbuda       | 2 – 1     | São Vicente e Granadinas | Antigua Recreation Ground, Saint John's |
| 19:00         | Thomas 81' · Jarvis 90' | Relatório | McBurnette 45+1'         | Árbitro: JAM Kevin Morrison             |

### Grupo 6
Sediado em São Cristóvão e Nevis.
| Pos. | Seleção               | Pts | J | V | E | D | GP | GC | SG |
| ---- | --------------------- | --- | - | - | - | - | -- | -- | -- |
| 1    | São Cristóvão e Neves | 7   | 3 | 2 | 1 | 0 | 7  | 0  | +7 |
| 2    | Santa Lúcia           | 7   | 3 | 2 | 1 | 0 | 4  | 1  | +3 |
| 3    | Guiana                | 1   | 3 | 0 | 1 | 2 | 0  | 4  | –4 |
| 4    | Dominica              | 1   | 3 | 0 | 1 | 2 | 1  | 7  | –6 |

Todas as partidas seguem o fuso horário local (UTC−4).
| 3 de setembro | Guiana | 0 – 0     | Dominica | Warner Park Sporting Complex, Basseterre |
| 17:30         |        | Relatório |          | Árbitro: BLZ Christopher Reid            |

| 3 de setembro | São Cristóvão e Neves | 0 – 0     | Santa Lúcia | Warner Park Sporting Complex, Basseterre |
| 20:30         |                       | Relatório |             | Árbitro: CRC Ricardo Cerdas              |

| 5 de setembro | Santa Lúcia             | 2 – 0     | Guiana | Warner Park Sporting Complex, Basseterre |
| 17:30         | Emmanuel 14' · Paul 84' | Relatório |        | Árbitro: CRC Henry Bejarano              |

| 5 de setembro | São Cristóvão e Neves                                                      | 5 – 0     | Dominica | Warner Park Sporting Complex, Basseterre |
| 20:30         | Lawrence 2' · Sawyers 18' (pen.) · Harris 29' · Z. Thomas 77' · Leader 85' | Relatório |          | Árbitro: CRC Ricardo Montero             |

| 7 de setembro | Dominica | 1 – 2     | Santa Lúcia     | Warner Park Sporting Complex, Basseterre |
| 17:30         | Wade 68' | Relatório | Valcin 13', 76' | Árbitro: CRC Ricardo Montero             |

| 7 de setembro | São Cristóvão e Neves   | 2 – 0     | Guiana | Warner Park Sporting Complex, Basseterre |
| 20:30         | Thomas 53' · Harris 60' | Relatório |        | Árbitro: CRC Henry Bejarano              |

### Melhor terceiro classificado
A melhor seleção terceira colocada foi colocada no grupo 7 na segunda fase.
| Pos. | Seleção              | Pts | J | V | E | D | GP | GC | SG | Grupo |
| ---- | -------------------- | --- | - | - | - | - | -- | -- | -- | ----- |
| 1    | República Dominicana | 3   | 3 | 1 | 0 | 2 | 11 | 3  | +8 | 5     |
| 2    | Bonaire              | 3   | 3 | 1 | 0 | 2 | 4  | 12 | –8 | 3     |
| 3    | Porto Rico           | 2   | 3 | 0 | 2 | 1 | 5  | 6  | –1 | 4     |
| 4    | Guiana               | 1   | 3 | 0 | 1 | 2 | 0  | 4  | –4 | 6     |

## Segunda fase

### Grupo 7
Sediado em Trinidad e Tobago.
| Pos. | Seleção              | Pts | J | V | E | D | GP | GC | SG |
| ---- | -------------------- | --- | - | - | - | - | -- | -- | -- |
| 1    | Trinidad e Tobago    | 9   | 3 | 3 | 0 | 0 | 9  | 1  | +8 |
| 2    | Antígua e Barbuda    | 4   | 3 | 1 | 1 | 1 | 2  | 2  | 0  |
| 3    | República Dominicana | 4   | 3 | 1 | 1 | 1 | 4  | 8  | –4 |
| 4    | Santa Lúcia          | 0   | 3 | 0 | 0 | 3 | 3  | 7  | –4 |

Todas as partidas seguem o fuso horário local (UTC−4).
| 8 de outubro | Antígua e Barbuda          | 2 – 1     | Santa Lúcia   | Estádio Ato Boldon, Couva  |
| 18:00        | Murtagh 67' · Parker 90+1' | Relatório | Frederick 42' | Árbitro: BAR Trevor Taylor |

| 8 de outubro | Trinidad e Tobago                                | 6 – 1     | República Dominicana | Estádio Ato Boldon, Couva   |
| 20:15        | Molino 2', 4', 24' · Jones 40', 54' · Caesar 75' | Relatório | Faña 88'             | Árbitro: JAM Kevin Morrison |

| 10 de outubro | República Dominicana | 0 – 0     | Antígua e Barbuda | Estádio Ato Boldon, Couva |
| 18:00         |                      | Relatório |                   | Árbitro: JAM Dwight Royal |

| 10 de outubro | Trinidad e Tobago     | 2 – 0     | Santa Lúcia | Estádio Ato Boldon, Couva  |
| 20:15         | Guerra 6' · Jones 67' | Relatório |             | Árbitro: BAR Adrian Skeete |

| 12 de outubro | Santa Lúcia     | 2 – 3     | República Dominicana                           | Estádio Ato Boldon, Couva   |
| 16:00         | Polius 77', 87' | Relatório | Faña 1' (pen) · K. Rodríguez 71' · Navarro 85' | Árbitro: JAM Kevin Morrison |

| 12 de outubro | Trinidad e Tobago | 1 – 0     | Antígua e Barbuda | Estádio Ato Boldon, Couva  |
| 18:15         | Molino 45+1'      | Relatório |                   | Árbitro: BAR Trevor Taylor |

### Grupo 8
Sediado no Haiti.
| Pos. | Seleção               | Pts | J | V | E | D | GP | GC | SG |
| ---- | --------------------- | --- | - | - | - | - | -- | -- | -- |
| 1    | Haiti                 | 5   | 3 | 1 | 2 | 0 | 6  | 4  | +2 |
| 2    | Guiana Francesa       | 4   | 3 | 1 | 1 | 1 | 5  | 4  | +1 |
| 3    | São Cristóvão e Neves | 4   | 3 | 1 | 1 | 1 | 4  | 4  | 0  |
| 4    | Barbados              | 3   | 3 | 1 | 0 | 2 | 5  | 8  | –4 |

Todas as partidas seguem o fuso horário local (UTC−4).
| 8 de outubro | São Cristóvão e Neves        | 2 – 3     | Barbados                       | Stade Sylvio Cator, Porto Príncipe |
| 17:00        | Elliott 12' · Panayiotou 86' | Relatório | Joseph 16' · Lawrence 24', 29' | Árbitro: TRI Neal Brizan           |

| 8 de outubro | Haiti                     | 2 – 2     | Guiana Francesa               | Stade Sylvio Cator, Porto Príncipe |
| 19:30        | Louis 29' · Alcénat 45+1' | Relatório | Solvi 30' · Jean-Zéphirin 54' | Árbitro: DOM Sandy Vasquez         |

| 10 de outubro | Guiana Francesa | 1 – 2     | São Cristóvão e Neves    | Stade Sylvio Cator, Porto Príncipe |
| 17:00         | Gab. Pigrée 66' | Relatório | Mitchum 25' · Hanley 77' | Árbitro: DOM Juan Carlos Hidalgo   |

| 10 de outubro | Haiti                                        | 4 – 2     | Barbados               | Stade Sylvio Cator, Porto Príncipe |
| 19:30         | Belfort 3', 43' · Guerrier 27' · Alcénat 67' | Relatório | Harte 37' · Bertin 45' | Árbitro: PUR William Anderson      |

| 12 de outubro | Barbados | 0 – 2     | Guiana Francesa              | Stade Sylvio Cator, Porto Príncipe |
| 17:00         |          | Relatório | Fabien 45' · Gab. Pigrée 55' | Árbitro: TRI Neal Brizan           |

| 12 de outubro | Haiti | 0 – 0     | São Cristóvão e Neves | Stade Sylvio Cator, Porto Príncipe |
| 19:30         |       | Relatório |                       | Árbitro: PUR William Anderson      |

### Grupo 9
Sediado em Guadalupe.
| Pos. | Seleção                  | Pts | J | V | E | D | GP | GC | SG |
| ---- | ------------------------ | --- | - | - | - | - | -- | -- | -- |
| 1    | Martinica                | 7   | 3 | 2 | 1 | 0 | 7  | 5  | +2 |
| 2    | Curaçau                  | 4   | 3 | 1 | 1 | 1 | 2  | 2  | 0  |
| 3    | Guadalupe                | 3   | 3 | 1 | 0 | 2 | 4  | 4  | 0  |
| 4    | São Vicente e Granadinas | 3   | 3 | 1 | 0 | 2 | 5  | 7  | –2 |

Todas as partidas seguem o fuso horário local (UTC−4).
| 8 de outubro | Curaçau        | 1 – 1     | Martinica   | Stade René Serge Nabajoth, Les Abymes |
| 18:00        | Merencia 90+2' | Relatório | Faubert 51' | Árbitro: CAY Christophel Stewart      |

| 8 de outubro | Guadalupe                             | 3 – 1     | São Vicente e Granadinas | Stade René Serge Nabajoth, Les Abymes |
| 20:30        | Gamiette 41' · Gotin 53' · Nestor 69' | Relatório | Samuel 46'               | Árbitro: LCA Leo Clarke               |

| 10 de outubro | São Vicente e Granadinas | 1 – 0     | Curaçau | Stade René Serge Nabajoth, Les Abymes |
| 18:00         | Anderson 4'              | Relatório |         | Árbitro: ATG Bryan Willett            |

| 10 de outubro | Guadalupe   | 1 – 2     | Martinica       | Stade René Serge Nabajoth, Les Abymes |
| 20:30         | Vouteau 90' | Relatório | Faubert 4', 66' | Árbitro: BAH Wilson da Costa          |

| 12 de outubro | Martinica                                    | 4 – 3     | São Vicente e Granadinas        | Stade René Serge Nabajoth, Les Abymes |
| 18:00         | Goron 56' · Crétinoir 74' · Faubert 82', 86' | Relatório | Stewart 25', 61' · Anderson 72' | Árbitro: BAH Wilson da Costa          |

| 12 de outubro | Guadalupe | 0 – 1     | Curaçau        | Stade René Serge Nabajoth, Les Abymes |
| 20:30         |           | Relatório | Merencia 90+3' | Árbitro: LCA Leo Clarke               |